# Monkey Man (film)
Pour les articles homonymes, voir Monkey Man (homonymie).
Pour plus de détails, voir Fiche technique et Distribution.
Monkey Man ou L'homme singe au Québec est un film multinational réalisé par Dev Patel et sorti en 2024. Il s'agit du premier long métrage réalisé par l'acteur, qui coécrit également le scénario avec John Collee et Paul Angunawela.
À Yatana (une ville fictive inspirée de Bombay en Inde), un homme surnommé « Kid », tout juste sorti de prison, redécouvre la vie dehors. Il peine à s'adapter à ce monde dirigé par la cupidité des entreprises et dans lequel les valeurs spirituelles ont été diluées. Le visage recouvert d'un masque de singe, il va alors participer à des combats clandestins. Il va également se lancer dans une quête pour se venger de ceux qui ont tué sa mère et l'ont fait emprisonner.

## Synopsis
Kid vit dans un village avec sa mère Neela, qui lui racontait les contes de Hanumān. Un jour, Baba Shakti, un gourou spirituel avide, ordonne à Rana Singh, un chef de police corrompu d'une ville appelée Yatana, d'incendier le village afin d'acquérir les terres, ce qui entraîne la mort de Neela et des villageois. Un enfant désemparé se lance dans un voyage pour se venger de Baba et Rana.
Des années plus tard, Kid arrive à Yatana et gagne sa vie en participant à des combats illégaux. Afin d'approcher Rana et Baba, Kid, sous le nom de Bobby, est embauché par Queenie comme employé de cuisine et serveur au restaurant-club Queenie's, qui fournit de la drogue et des prostituées à une clientèle fortunée. Parmi les prostituées se trouve Sita, qui conseille à Kid d'arrêter de travailler dans un tel endroit. Kid y travaille pendant un certain temps, où il parvient à accéder à la zone VIP dans laquelle Rana est un client très récurrent de la zone VIP. Kid attaque Rana et ne parvient qu'à le blesser.
Kid s'échappe et est poursuivi par la police, où il se fait tirer dessus et tombe dans la rivière. Cependant, Kid est sauvé par Alpha et son groupe, une communauté de hijras, terme qui désigne dans la culture indienne des personnes du troisième genre considérées comme n'étant ni hommes ni femmes. Kid s'entraîne au combat durant son séjour parmi cette communauté. Lors de Diwali, le candidat, soutenu par Baba, se fait élire et célèbre la victoire de son parti nationaliste au Queenie's club. Kid parvient à entrer et combat ses hommes avec l'aide de Sita, Alpha et de leur groupe. Kid parvient à tuer Rana, mais est mortellement blessé par Baba. Avant de s'effondrer à cause de ses blessures, Kid parvient à tuer brutalement Baba, vengeant ainsi la mort de Neela.

## Fiche technique
Sauf indication contraire, les informations mentionnées dans cette section peuvent être confirmées par la base de données cinématographiques IMDb,  présente dans la section « Liens externes ».
- Titre original : Monkey Man
- Réalisation : Dev Patel
- Scénario : Dev Patel, John Collee et Paul Angunawela, d'après une histoire de Dev Patel
- Musique : Jed Kurzel
- Décors : Pawas Sawatchaiyamet
- Costumes : Divvya Gambhir et Nidhi Gambhir
- Photographie : Sharone Meir
- Montage : Dávid Jancsó et Tim Murrell
- Production : Ian Cooper, Christine Haebler, Basil Iwanyk (en), Bavand Karim, Erica Lee, Anjay Nagpal, Dev Patel, Jordan Peele, Win Rosenfeld, Samarth Sahni et Jomon Thomas
- Sociétés de production : Bron Studios, Thunder Road Pictures, Monkeypaw Productions, Creative Wealth Media Finance, Lost Winds Entertainment, Lucky Elephant Media, Minor Realm et S'YA Concept
- Société de distribution : Universal Pictures
- Budget : 15 millions de dollars[2]
- Pays de production :  États-Unis,  Canada,  Singapour et  Inde
- Langue originale : anglais
- Format : couleur
- Genre : action, thriller
- Dates de sortie[3] :
  - États-Unis : 5 avril 2024
  - France : 17 avril 2024
- Classification[4] :
  - États-Unis : R
  - France : Interdit aux moins de 12 ans lors de sa sortie en salles mais aux moins de 16 ans à la télévision.

## Distribution
- Dev Patel (VF : Juan Llorca ; VQ : Adrien Bletton) : « Kid » / Monkey Man
- Sharlto Copley (VF : Jérôme Pauwels ; VQ : François Sasseville) : Tiger
- Pitobash Tripathy (en) (VF : Christophe Lemoine ; VQ : Jean-François Beaupré) : Alphonso
- Vipin Sharma (en) (VF : Loïc Houdré ; VQ : Normand D'Amour) : Alpha
- Sikandar Kher (en) (VF : Serge Biavan) : Rana
- Sobhita Dhulipala (VF : Candice Lartigue) : Sita
- Ashwini Kalsekar (en) (VF : Annie Milon ; VQ : Dominique Quesnel) : Queenie
- Adithi Kalkunte : Neela
- Makarand Deshpande (VF : Laurent Maurel ; VQ : Gilbert Lachance) : Baba Shakti
- Harshit Mahawar (VF : Andrea Santamaria) : Lucky
- Vijay Kumar (VF : Jean-Luc Atlan) : Joshi

## Production
En octobre 2018, il est annoncé que l'acteur britannique Dev Patel va faire ses débuts de réalisateur avec un thriller d'action intitulé Monkey Man. Le tournage a lieu dans les Infinite Studios à Batam en Indonésie ainsi qu'à Bombay.
En mars 2021, il est annoncé que les prises de vues sont terminées et que Netflix a acquis les droits, pour 30 millions de dollars, pour diffuser le film dans le monde. Le projet est présenté comme un « John Wick à Bombay ». Cependant, Jordan Peele découvre le film et, estimant qu'il mérite plutôt une sortie en salles, l'acquiert via sa société Monkeypaw Productions, qui a elle-même un accord de distribution avec Universal Pictures.
Les combats sont chorégraphiés par Brahim Chab, qui a notamment travaillé auparavant avec Jackie Chan, Scott Adkins ou encore Jean-Claude Van Damme.

## Sortie et accueil
| Pays ou région        | Box-office     | Date d'arrêt du box-office | Nombre de semaines |
| --------------------- | -------------- | -------------------------- | ------------------ |
| États-Unis            | 24 707 755 $   | 5 mai 2024                 | en cours           |
| France                | 80 786 entrées | 30 avril 2024              | en cours           |
| Total hors États-Unis | 8 472 921 $    | —                          | en cours           |
| Total mondial         | 33 180 676 $   | 5 mai 2024                 | en cours           |